# 公民权历史

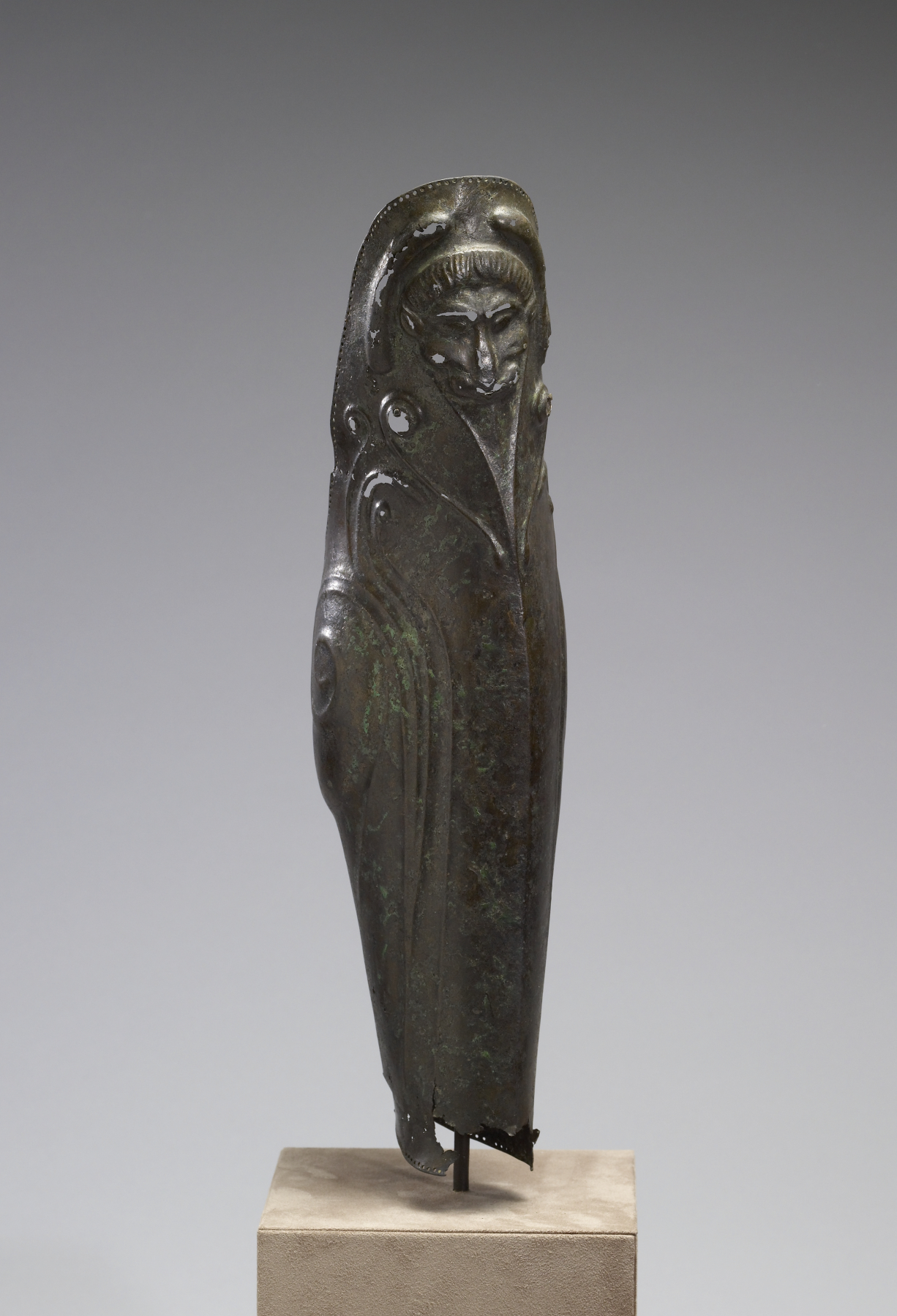
胫甲，古雅典自公元6世纪起为具有公民身份的士兵配备的护甲，用于保护膝盖和小腿。古希臘重裝步兵的护甲标志着使用者的社会地位，也象征着其使用者身份为服役人员。(Snodgrass 1967 (1999), 58–59)

公民权历史 是关于公民这一描述个人与国家关系的概念在历史上的变迁。公民权或公民身份一般被认为是源自西方的概念，并未在开化前的东方社会中产生。 通常认为，古代的公民权概念是现代公民权概念的简化版，但这一观念也受到争议。
公民权概念最早何时产生在历史上有所争议。许多观点指向了古希腊的城邦，认为公民权是奴隶制的对立面，产生于人民对被奴役的恐惧。然而，也有观点认为，公民权是一个现代现象，只能追溯至几百年前。与古希腊相比，古罗马时期的公民权在法律上有着更为宽泛的意义和效果，但在政治上的意义趋于减少。古罗马时期公民的范围也比古希腊更大。欧洲中世纪，随着城市的发展，公民权与商业、世俗的生活方式密切相关。随着民族国家概念的显现，公民权成为了民族国家的成员标志。在现代民主政体中，公民权具备相互冲突的两种意义。自由个人主义强调公民的本质是消极的政治实体，而公民权则赋予公民各种满足其需要的法律权利，包括获得法律上保护的权利。另一派是公民共和主义，其强调公民权的内涵是对政治的参与，其将公民身份视作自然人与若干权利义务的积极联系。
公民权的意义在历史上发生过显著的变化，但其也有若干内涵始终未改变。公民权这一概念的内在纽带最早为亲属关系，所标记的是一个氏族。随着其概念的发展，一群基因上不同源的人也可以拥有同一种类的公民权。公民权成为描述自然人和一个政治实体（例如城邦或民族）丛属关系的概念。这种从属关系常常伴随着个人对政治实体的兵役义务。公民权也通常具有政治参与的内涵意义，但政治参与的程度小至投票，大至担任公职，不尽相同。纵观历史，公民权的概念几乎总是与自由或权利相伴。与奴隶不享有权利相比，公民权在法律上被认为是享有各种法律权利的基础，即“有享有权利的权利”(right of having rights)。最后，公民权的存在自然赋予了一种“排除”的内涵，即将非公民的人排除在享有权利者的范围之外。